# 国民連合 (セントルシア)
国民連合（こくみんれんごう、英語: National Alliance）は、セントルシアの政党。ジョージ・オドラムが党首を務めた。2001年セントルシア総選挙に参加したが、得票率が3.7%しかなく議席を得られなかった。